# Universität Córdoba

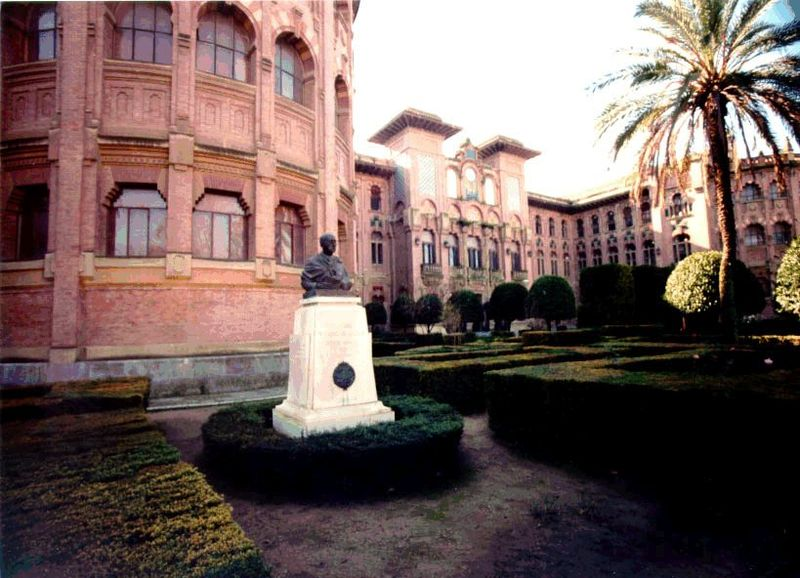
Universität Córdoba

Die Universität Córdoba (spanisch: Universidad de Córdoba) ist eine staatliche Universität in Córdoba (Andalusien) mit rund 21.000 Studenten und 1.900 wissenschaftlichen Angestellten.
Die Universität Córdoba hat ihre Wurzeln als Freie Universität im 19. Jahrhundert und wurde kurz vor Ende der Diktatur Francisco Francos 1972 neu gegründet.
Die Universität verteilt sich auf drei verschiedene Standorte: Der Campus für Sozial- und Rechtswissenschaften im Stadtzentrum, für Gesundheitswissenschaften im Westen sowie für Agrarwissenschaften, Naturwissenschaften und Technik auf dem Rabanales Campus im Osten der Stadt.
Rektor der Universität Córdoba ist José Manuel Roldán Nogueras.